# 仮面ライダー電王の登場キャラクター
仮面ライダー電王の登場キャラクター（かめんライダーでんおうのとうじょうキャラクター）では、特撮テレビドラマ『仮面ライダー電王』、およびその関連作品に登場するキャラクターについて記述する。
人物の名前の横に書いてあるライダー（フォーム）名は、そのキャラクターが主人格となって行動するものである。
憑依状態の名称は台本や撮影現場で区別のために用いられていたものだが、一部の書籍ではキャラクター名として用いている。
なお、クロスオーバー作品独自の登場人物は記載していない。

## 主要キャラクター

### 「時の列車」に乗る人物
野上 良太郎（） / 仮面ライダー電王
- 演 / 声 - 佐藤健（テレビシリーズ - 『さらば電王』、『平成ジェネレーションズ FOREVER』）、老年姿 - 浅井忠雄（『さらば電王』）

本作品の主人公。1988年12月26日生まれの18歳→19歳。一人称は「僕」。特異点の特性をハナに認められ、仮面ライダー電王となる。電王になって戦う際はプラットとライナーフォーム以外では憑依するイマジンに負うところが大きく、良太郎本人の身体能力の低さや打たれ弱さもあって「史上最弱の仮面ライダー」と言って差し支えないが、個々のイマジンの能力を応用した総合力は引けを取らない。劇中最多のイマジンの憑依を受けており、メインのイマジン4人に加えてジーク、デネブ、ゴーストイマジンの計7体に憑依された。憑依されると、その都度性格が七変化する。
臆病かつ引っ込み思案で揉めごとが嫌いな性格。喧嘩も弱い上に嘘みたいに不運に見舞われやすく、当初は予想外の出来事に遭遇すると度々気絶していた。また中盤以降、常時4体のイマジンに取り憑かれているせいで体力も乏しく、その上、強くなろうと陰でハードトレーニングをしており、戦いが終わるごとにボロボロになる。電王になっても運の悪さだけは相変わらず。
そうした一方で他人の幸せや不幸には人一倍敏感で、自分を犠牲にしてでも「他人を不幸から救いたい」という思いが強い。時に頑固と言われるほど曲げない強い意志を持っており、自分がやると決めたことは何があってもやり抜こうとする。婚約者だった桜井の失踪により愛理が記憶を喪った経緯に関しては、徹底した秘密主義で頑なに口を閉ざしている。また、母性本能をくすぐる性格とどんな相手でも快く受け入れる度量の広さから、周囲の人間やイマジンたちを自然に味方につけている。元々は仲が悪かったイマジンたちも良太郎を中心に結束することでチームワークを発揮する。当初は低かった戦闘技術も、モモタロスとの特訓や実戦を重ねることで向上し、テレビシリーズ後半と『さらば電王』ではライナーフォームに変身して単独でもある程度戦えるようになった。
イマジンたちに大不評のクライマックスフォームをかっこいいと言ったり、身体が小さくなったハナに「コハナ」、ライナーフォームの必殺技に「電車斬り」と命名するなど、デザインやネーミングのセンスはかなり悪いが、本人には自覚がなく、味覚オンチの愛理と同様にかなり天然。また夢遊病癖がある。
両親は物心つく前に他界し、幼いころは祖母の家で育てられた。愛理が記憶を喪失したころ、通っていた高校を中退し現在は彼女の経営する「ミルクディッパー」でアルバイトをしており、愛理目当ての客たちからも弟のような扱いを受けている。移動の際は主に自転車を使用する。
当初は、独りよがりで身勝手かつ態度も大きい侑斗を嫌っており、姉に対しても容赦のない侑斗を桜井本人と認めたがらなかった。だが、オーナーの推測を聞いたり、「星に興味がない」と言いながら天文学に異常に精通し、姉と桜井の思い出の場所である希望ヶ丘を知っていたことなどから同一人物と認めるようになる。
カイとイマジンの最終決戦後は、パスをオーナーに返却し、普通の生活を送るようになった。
M良太郎
モモタロスが憑依した状態。赤いメッシュが入った逆立った髪と赤い瞳を持ち、上半身が筋肉質である。良太郎に絡んできた不良を倒すためにとり憑くことがお約束で、翌日は筋肉痛や打ち身になっている。鉄の棒で地面のコンクリートを破壊するなど、人間離れした体力を発揮する。良太郎の意識が覚醒している間は、憑依しても彼の意志に沿わない行動は取れない。
U良太郎
ウラタロスが憑依した状態。青いメッシュの入った七三分けの髪と青い瞳を持ち、黒いセルフレームの眼鏡をかけている。口の上手さでイマジンと契約した人間から契約の内容を探る際などに重宝されるが、誰かと関わって面倒なことが起きると適当な嘘をついて誤魔化し、他人の財布も奪ってしまう狡猾さも併せ持つ。良太郎の意思に逆らえないが、良太郎の意識が無いときは女性を口説いていることが多いらしく、実際に多くのガールフレンドがいる。夜な夜な遊び呆けているため、寝不足になる。
『平成ジェネレーションズ FOREVER』ではこの姿で常磐ソウゴたちの前に現れた。ロッドフォームから変身解除し、アナザー電王の変身が解けた久永アタルを助け起こした。そして「ライダーは虚構の存在」と悩むアタルにアドバイスを送り、ソウゴたちとともに元の場所に送り返した。その際、自らを「愛と正義のタイムパトロール」と名乗った。良太郎としての台詞はなかったが、モモタロスが良太郎に向けて語りかけた際はモモタロスに微笑みかけた。
K良太郎
キンタロスが憑依した状態。金色のメッシュが入った長髪を後ろに束ねた髪と金色の瞳を持ち、服装も黄色と黒の縞模様の着流しを好む。身体能力もキンタロス並みに強化されるため、体当たりで建物の壁をぶち抜いたり、バスに追いつくようなスピードで走ることも出来るが、翌日は筋肉痛になる。キンタロス同様、一度眠ると何をしても起きない。良太郎の意識がはっきりしている時は逆らえない。
R良太郎
リュウタロスが憑依した状態。顔の左半分を覆う紫色のメッシュが入ったウェーブヘアーと紫色の瞳を持ち、紫の染みがついた茶色のキャップを被り首にヘッドホンをかけている。歩き方は常にDJ風スタイルでステップを踏みながら軽やかに闊歩するような陽気なものに変化する。遭遇した人間たちに指先を鳴らして洗脳して一緒にブレイクダンスなどを踊る「リュウタロスダンサーズ」として引き連れ、利用することがある。良太郎の意識がはっきりしている時でも、彼の制止を振り切ることができ、モモタロスらと違い簡単には追い出せない。
良太郎が少年の姿になってからは1度もリュウタロスに憑依されたことがない。
W良太郎
ジークが憑依した状態。白色のメッシュが入ったコーンロウに白色の瞳になる。また、首元にはフェザーを飾りつけた羽根ストールを装うこともある。
ジークの綴りは「Sieg」であるため、本来なら「S良太郎」だが、ドイツ語読みは馴染みがないため、W（ウイング）となっている。
R良太郎同様、良太郎が少年の姿になってからは1度も憑依されたことがない。
D良太郎
侑斗のいないパラレルワールドで、デネブが憑依した状態。姿はD侑斗と同様。普段のデネブの侑斗への態度と同様に心配性で世話焼きであり、良太郎の不運体質を心配して開運グッズを買い漁るなどしている。
*『NEWTYPE THE LIVE 特撮ニュータイプ』2008年1月号では、この状態では変身した場合、「電王ベガフォ－ム」になるのではないかと推測している。
G良太郎（A良太郎）
ゴーストイマジンが憑依した状態。髪と瞳の色が金色になり、一部の髪の毛がメッシュが入ったようにゴーストイマジンを模したような緑色になる。良太郎はゴーストイマジンをその憑依力の強さから簡単に追い出すことはできなかった。表記が2パターン存在し、G（ゴースト）良太郎は『さらば電王』ディレクターズカット版のDATA FILEおよび『週刊 仮面ライダー オフィシャルデータファイル』における表記、A良太郎は『さらば電王』劇場公開時における表記である。
少年姿の良太郎 / 仮面ライダーミニ電王
- 演 - 溝口琢矢

『俺、誕生!』では、2000年時点での11歳の良太郎。青年姿の2007年の良太郎と区別するため、ハナによって「小太郎」（小さい良太郎）と命名された。興味本位で良太郎一行とともにゼロライナーに乗り牙王たちを追う。2007年の良太郎よりもしっかりしており、危機に陥った際にはモモタロスの憑依および仮面ライダーミニ電王への変身を許諾するなど、勇敢な一面も持つ。
『ディケイド』以降の作品では、時間の歪みによってコハナのように12歳の少年姿になってしまった現在の良太郎。ただし精神や記憶はそのままであったため、ミニ電王ではなく通常の電王に変身した。『ディケイド』テレビシリーズの電王編では幸太郎と共に別行動をしていたことから顔を合わせなかった光写真館一行とは『超・電王』で初めて顔を合わせた。ディケイドこと士との絡みは僅かではあったものの、オニ一族との決戦では、互いに声を掛け合った。オニ一族との戦いを終えて、時間の歪みが正されても、青年の姿に戻ることはなかった。『超・電王トリロジー』でも少年の姿のままだったが、時空の歪みにより歴史そのものが変わってしまったためかコハナとは違い三浦、尾崎は小さくなったことを気にしていない模様。また、『EPISODE RED』ではミルクディッパーのリニューアルオープン準備中にダンボールの山の下敷きになる、『EPISODE BLUE』ではウラタザオを上手く扱えない幸太郎 / 仮面ライダーNEW電王から流れ弾を食らう、『EPISODE YELLOW』では海東大樹に愛用のマグカップを盗まれるなど不運さも相変わらずだった。幸太郎の「運が『最悪ゾーン』になる時期」について共感し、コハナから「やっぱりおじいちゃんと孫ね」と言われていた。
『超・電王』ではK良太郎になってゲルニュートを突っ張りで吹っ飛ばし、M良太郎から電王に変身した。『EPISODE RED』では腰痛のモモタロスに代わってウラタロスを憑依させ、U良太郎になった。『EPISODE BLUE』では冒頭のマンティスイマジン戦で負傷したが、幸太郎 / NEW電王を助けるために怪我をおして出撃した。劇中では、この姿になって以降、ライナーフォームには変身していない。

ハナ
- 演 - 白鳥百合子

19歳。消滅した未来の時間での特異点。デンライナーのオーナーと契約してイマジンを追っている。2007年に落としたパスを拾った良太郎が特異点だと気づき、電王に変身させる。本来は未来の時間で暮らしていたが、カイやイマジンらの2007年への介入により過去の時間が消滅して居場所を失ったため、イマジンを強く憎んでいる。それはモモタロスらに対しても当初は同様だったが、次第に共に戦ううちに大切な仲間と認めるようになる。
負けず嫌いかつ勇敢であり、良太郎を守ることが自分の役割と認識している。イマジンに対しても怯むことがなく、素手での格闘能力も極めて高い。判断力も鋭く、良太郎の体調を常に気づかうなど内面は繊細で心優しい。しかし、気が強く口調もキツい上、物陰とはいえ良太郎の横で突然着替えるなど、「女の子」としてはガサツな面もあり、自覚なく相手を怖がらせてしまうことには悩んでいる。ナオミのコーヒーは苦手で、「ミルクディッパー」の愛理の淹れたコーヒーがお気に入り。お化けが苦手である。
実は桜井と愛理の間に将来生まれるはずだった良太郎から見て姪に当たる子供で、本物の分岐点の鍵である。そのため桜井がカイに敗れて一度崩壊した時間が修復される際、桜井、愛理、良太郎がゼロノスカードの力で彼女が生まれた記憶を失くすことにより世界からはじき出されて存在を隠されていた。つまり、実際には彼女の時間は消滅しておらず、彼女の方が世界から消えていたことになる。
『イマジンあにめ』ではシルエットのみの登場。
コハナ
- 演 - 松元環季

物語中盤で本来属していた時間が復活し始めた影響で、新たな路線が出現した干渉を受けて生じた時空の歪みによって思考はそのままに外見のみが幼児化した姿。命名は良太郎。愛理たちにはハナの妹で通っている。性格・記憶は全く変わっていない。ゆえに子ども扱いされることを非常に嫌うが、身長が低くなったことをイマジンたちにからかわれることに悩んでいる。しかし、戦闘能力に関しては成人の時以上である。
小さくなった原因について、オーナーはハナが本来居るべき未来の時間が復活した可能性があるからと推測したが、本当の原因は存在そのものが隠されたことで出生の時間にズレが生じたため。真相を知ったカイやイマジン軍団に狙われる。士からは「（ハナ）マル子」と呼ばれた。髪型はハナ同様ロングヘアーであるが、『さらば電王』、『ディケイド』、『超・電王』ではショートヘアーになっていた。
前述の通り、テレビシリーズの終盤で桜井侑斗と愛理の娘（良太郎の姪）であることが発覚したが、その後も変わらず「侑斗」「愛理さん」「良太郎」と呼んでおり、『EPISODE RED』では「（侑斗と愛理が親であるという）実感がわかない」と話している。

ナオミ
- 演 - 秋山莉奈

オーナーに雇われ、デンライナーでアルバイトをしている客室乗務員。主に食堂車勤務だが、車内アナウンスなども務める。奇抜な格好をしており、両腕と両足首には大量の腕時計を装い、髪は1束だけ濃いピンク色のメッシュが施されている。天真爛漫かつ能天気な性格で、デンライナー内でのイマジンたちの騒動を楽しみ、必要以上に煽ることもある。「〜しまーす」、「〜ですよぅ」など、ぶりっ子口調が特徴。しかも、自分に都合の悪いことは無関係を装ってしれっと誤魔化すなど、面の皮が厚くしたたかな一面もある。
ハナとは仲が良く、良太郎やその憑依イマジンを「ちゃん」づけで呼ぶ。料理は得意なようだが、独創的なフレーバーを加えた極彩色のコーヒーを乗客によく勧める。コーヒーは乗員には不評だがイマジンには好評を博しており、それぞれに合わせた専用の物がある。中には飲むと口調が変貌するなど、得体の知れないものもある。料理の材料の買い出しやハナたちの手伝いなどでデンライナーの外へも自由に外出することがある。
最終決戦では、オーナー不在のデンライナーを使い、過去に残っていたウラタロスとキンタロスを連れ戻し、さらに「たまたまいた」という理由でジークまで連れてきていた。

オーナー
- 演 - 石丸謙二郎

デンライナーの全権を司るオーナー。ハナがイマジン討伐のために契約している、素性や目的などは一切不明の壮年の男性。普段は特別車両に乗り込んでいるが、しばしばデンライナーの食堂車に現れる。デンライナーや時の運行、分岐点などの詳細を知る人物は彼と駅長のみだが、後述の「チャーハン対決」にしか興味がないということもあり、そのことを他人に漏らすことはなく、電王にもイマジンにも与しない。時間の干渉は受けない。一人称は「私」。
常に無表情ながら飄々としており、良太郎たちにもおどけた態度で接するが、時の運行を乱す者やデンライナーのルールに反する者に対しては一転して断固たる態度を取って厳しい表情を見せ、「乗車拒否」などの強力な権限を行使する。しかし、時間に影響を与えなければ粋な計らいを見せることもある。ゼロライナーのことは最初から知っていたようで、終盤ではモモタロスたちの行く先を知っていたような発言をしたほか、『ディケイド』ではディケイドや他の「A.R.WORLD」を知っているようなセリフがある。
戦うことはないが、デンライナーと併走する、リュウタロスやカイのように指を鳴らすことで軽い暗示をかける、チャーハンの旗（爪楊枝）1本でキンタロスでも破れなかった牙王の檻を破壊する（『俺、誕生!』）、デンガッシャー・ガンモードでモモタロスたちも含めたデンライナー署内の暴徒を全員鎮圧する（『クライマックス刑事』）、マシンデンバードの代わりに自転車をこいでNEWデンライナーを動かす（『さらば電王』）、デンライナーの隅から門矢士のカメラの被写体に瞬間移動する（『ディケイド』）、お玉で時間警察の巡査たちを倒す（『EPISODE YELLOW』）など人間離れした行動を見せる。
好物はナオミが作る料理（特にチャーハン）で、それらに立てた旗を倒さないように食べることを美学とする。ターミナルの駅長とは、大盛りのチャーハンに立てた旗を倒さないように一口ずつ交互に食べる「チャーハン対決」のゲームの長年のライバルであり、闘志を燃やしている。
『超・電王トリロジー』では、『EPISODE RED』でデンライナー車内を細かく採寸する、『EPISODE BLUE』で新たにテディ（アレクサンドロビッチ）と契約して新しく購入したスプーンやお玉を磨かせるといった怪しい行動を見せていたが、『EPISODE YELLOW』終盤にて、実はそれらが中華鍋山盛りのチャーハンをお玉ですくってゴルフの要領で飛ばし旗を立てる距離を競う、駅長との「新たなる戦い」の準備だったことが判明した。

桜井 侑斗（） / 仮面ライダーゼロノス
- 演 / 声 - 中村優一

愛理の婚約者と同姓同名の少年。一人称は「俺」。良太郎が外套の男と接触したことにより劇中に姿を見せる。ある人物からゼロライナーを預かり、契約したイマジンのデネブと共に時の運行を守る使命を担う。劇中では愛理以外は彼を「侑斗」と、愛理の婚約者である方を「桜井（さん）」と区別して呼称しており、本記事でもそれに従う。
その正体は19歳当時の桜井侑斗。現代の桜井がデネブと「過去の自分と共にイマジンと戦う」という契約を交わして侑斗にゼロノスカードを授け、分岐点の鍵である愛理をイマジンから守る使命を与えられた。
桜井同様に星の知識が豊富。デネブに対しては普段のクールぶりが一転し、子供のように我が侭に振る舞う。また、自分の意思に反する行動をとる度にきつく当たるが、実際はゼロノスとして戦うことで周りから忘れられていく中でも、傍にいた彼のことをとても大切に思っている。良太郎を「野上」と苗字で呼ぶ数少ない主要人物でもある。
ゼロノスへの変身回数に制限があるため、戦闘を良太郎に任せることが多い。シイタケとコーヒーが苦手で、愛理のコーヒーも砂糖を多量に加えて凌ぐ。特異点ではないが、ゼロノスカードの力でイマジンに憑依されても肉体を完全に支配されることは基本的になく、イマジンやその契約者の気配を察知する力などもある。イマジンと戦う中で愛理のことを次第に大切に想うようになり、使命とは関係なく彼女を守りたいと考えるようになる。
『クライマックス刑事』や『映画さらば電王』では、基本的に良太郎たちとは別行動をとるがいずれも終盤で合流する。『超・電王』では時間の歪みの影響で消滅してしまっていたが事件の解決後には復活しており、さらに物語の中で彼の過去も明らかになった。
『スーパーヒーロー大戦GP』では、主演格のライダーの1人として登場。黒井 響一郎 / 仮面ライダー3号の行動に疑念を抱き監視していたが、ギャレンに裏切られた時は、3号に諭されて彼を見逃した。最終決戦ではデネブと合流し、3号や他の仮面ライダーと共にショッカーの怪人たち（怪人軍団）と戦った。「歴史改変マシン」の効果が無効になり、3号が消滅する際は進ノ介たちと共に3号に別れを告げた。歴史が修復された後は、デネブが自分の苦手なシイタケを買ってきたことでデネブを叱った。
後日譚の『仮面ライダー4号』でも、乾巧や進ノ介と一緒に「正義の仮面ライダー」として再びショッカーに立ち向かう。
D侑斗
デネブが憑依した状態で、牛若丸のイメージ。ライトグリーンのメッシュが入った長髪とライトグリーンの瞳を持つ。D侑斗になるとデネブが侑斗の態度について謝罪したり、「桜井侑斗」として勝手に親切なことや人助けをするなど、侑斗本人の思いとは全く別の行動をとるため、大抵すぐに締め出される。それゆえ基本的には食材の買い出しなど、生活能力を要求される場面以外ではD侑斗にならない。
U侑斗
ウラタロスが憑依した状態。U良太郎と同じく青いメッシュの入った七三分けの髪と青い瞳を持ち、眼鏡をかけている。『クライマックス刑事』でセーラに近づき、彼女が持っている拳銃を奪い取ろうとした。

野上 幸太郎（） / 仮面ライダーNEW電王
- 演 / 声 - 桜田通

映画『さらば電王』より登場。未来の良太郎の孫。16歳。もう1人の電王＝NEW電王に変身し、良太郎たちを助けるために度々未来からやって来る。『さらば電王』時点で16歳。一人称は「俺」。良太郎、ハナ（コハナ）と同じ特異点。
良太郎と違い生意気で口が悪く、戦闘技術・身体能力も高いが、運の悪さとやろうとしたことはやり遂げるという頑固なまでの意思の強さは良太郎譲りであり、「運が『最悪ゾーン』になる時期」に関して良太郎に共感している。そのため、自分の父（未来で言うと良太郎の息子もしくは娘婿）から頻繁に良太郎と比較され、「じいちゃんは強かった（運の悪さを言い訳にしなかった）のだから、お前もそうなれ」と発破をかけられていた。加えて、良太郎に名付けられた「幸太郎」という名前も現代でいう「田吾作」並みにセンスがなく、自己紹介の度に辛い思いをしていたため、それらが元で良太郎に恨みを持っていた。そのため、最初こそ祖父である良太郎と自分は違うと半ば強がる形でアピールしており、自身の強さを過信していた。しかし、それゆえに死郎に敗北を喫したことやモモタロスたちと行動を共にするうちにその心境にも変化が現れ、良太郎のことも認めるようになった。
『超・電王』シリーズからは良太郎たちに全幅の信頼を置いており、ゴルドラに敗れ人質になった際も良太郎たちを信頼し、マンティスイマジンとの戦闘で怪我を負った良太郎の心配をした。『超・電王』では『ディケイド』テレビシリーズの電王編では良太郎と共に別行動をしていたことから顔を合わせなかった光写真館一行とは『超・電王』で初めて顔を合わせた。ディケイドこと士のことも知っており、彼に悪態をついた。
『レッツゴー仮面ライダー』では良太郎に代わって"仮面ライダー電王"を名乗り、もう一人の主人公として描かれた。また、電王シリーズでは初めて自身を「仮面ライダー」と呼称した人物でもある。同作品では金髪になっているが、未来での流行によるものとなっている。
- 当初は学生服が衣装という案もあったが、良い感じに決まらなかったため、断念した。

M幸太郎
モモタロスが憑依した状態。『レッツゴー仮面ライダー』において、ショッカーによる処刑を脱した後、この状態になった。
U幸太郎
ウラタロスが憑依した状態。『さらば電王』において、象についての情報を集めると称し町娘をナンパした。
K幸太郎
キンタロスが憑依した状態。『EPISODE BLUE』において、自らの運の悪さで気絶した幸太郎に憑依し、マンティスイマジンを追撃した。
R幸太郎
リュウタロスが憑依した状態。『EPISODE BLUE』において、上原家の玄関でブレイクダンスをしたり、二人の美来が作った手料理を審査した。

### 「時の列車」に乗るイマジン
様々な理由でカイから離反し（テディは除く）、良太郎たちと共に戦うイマジンたち。契約者に憑依したときの名前のアルファベットはイマジンの名前の頭文字である。モモタロスら4体は、正式な契約を交わしていないため、時の列車内部やそれが走る異空間の中でしか実体化できない。自分の契約者とは意識が繋がっている状態にあるが、時の列車が「時間の狭間」を通過中などの条件にあると、意識が繋がらなくなる。現代空間では砂状の精神体で、着ぐるみなどに砂状の体を詰め込むことで行動するが、衝撃があると崩れる。
各自が電王の各フォームに対応する武器を持ち、自らが憑依するフォームとほぼ同様の必殺技を使用できるようである。
テレビシリーズ中盤、突然過去の時間で良太郎に憑依できなくなる。それは分岐点の決定による自身らの消滅の前兆で、その危険性を認知するが、良太郎らと過ごした時間を護るために最後まで戦うことを決意。終盤で遂に未来が決定するが、良太郎らとの日々が彼らの存在を繋ぎ止められるだけの強い記憶＝過去となり、本人らも気付かないうちに契約せずとも実体化できる存在となる。以降は過去でも、そして契約者以外の人物が相手でも憑依できるようになった他、憑依することなく自身のみで変身する場面も見られるようになった。
- フィギュアなどの一部の展開では、「モモタロスイマジン」や「デネブイマジン」といった名称で扱われることもある。
- クリーチャーデザインを担当した韮沢靖は、イマジンたちは怪人として怖そうにデザインしたが、キャラクターとして人気が出た上に「可愛い」と言われるとは想像もしておらず驚いたという。また、性格付けもデザイン段階では反映されていないという[12]。

モモタロス
- 声 - 関俊彦
- スーツアクター - 高岩成二、高田将司 （『仮面ライダージオウ』一部）

良太郎に最初に憑依した赤色のイマジンで本作品の主役格。良太郎が持つ『桃太郎』に出てくる赤鬼のイメージが具現化されたもので、名付け親も良太郎。体のところどころに「M」の字をあしらっている。一人称は「俺」。
良太郎に憑依して仮面ライダー電王 ソードフォームに変身する。テレビシリーズ本編最終回で「最後まで一緒に戦ってくれる？」という良太郎の望みを聞き入れたことで契約が成立し実体化。実体化したことで単独でも変身するようになる。イマジン4人が憑依した仮面ライダー電王 クライマックスフォームでも主人格となる。NEW電王に憑依した際はモモタケンに変形する。
武器は赤鬼の角を模した赤色の刀モモタロスォードで、左右から相手を斬りつけ、最後に縦に斬る俺の必殺技モモタロスバージョンが必殺技。
良太郎が特異点であるとは知らずに偶然憑依してしまい、さらに良太郎が契約を交わそうとしなかったため、完全に支配することも実体化して独立することもできず、一蓮托生の関係になる。しかし元々イマジンの使命には興味がなかったため、「強くカッコよく戦う」という自身の信条のために良太郎の協力者となり、彼とも次第に強い信頼で結ばれていく。当初、本人は容姿も名前も「センスが無い」と気に入らなかったが、後に良太郎の頑固さと根性を認め、モモタロスと呼ぶことを許す。
短気かつ好戦的な性格で、言動はチンピラそのものだが、一方で人情味に溢れ涙脆く、日頃口汚く罵っている相手に対しても彼なりに愛情を持っている。また良識もある程度は弁えており、良太郎を気遣ったり、危機に誰よりも先に気づいたり、周囲を巻き込む戦い方はしなかったりなど責任感とポリシーも強く、単純で憎めない性格。愛理の寝間着姿を見て慌てて目を逸らすなど、純情な面も見られる。決め台詞は「俺、参上！」や「俺は最初から（最後まで）クライマックスだぜ！」などで、特にクライマックスという言葉は気に入っている。
戦闘を始める際には「行くぜ行くぜ行くぜぇ！」と叫んで自らテンションを上げる。戦い方はヤンキーっぽくケリと刀で牽制しながら間合いを詰めて相手を追い込む。必殺技のリーチは長いが、飛び道具に長ける相手は苦手としている。また、テンションに左右されやすく、やる気のない状態では本来の力からはほど遠い。
好物はプリンで、辛い物を食べると身体に異常を起こす。犬が苦手で、数字を数える時は4を飛ばし、カナヅチで泳ぐことが出来ない。さらに高所恐怖症であるなど、弱点は多い。しかしイマジンの「匂い」を感知する能力に優れており、イマジンやその契約者を探す時に重宝される。
相手を見た目で呼ぶことが多く、ウラタロス、キンタロス、リュウタロスをそれぞれ「カメ（公） / （スケベ）亀 / 亀カンヅメ」「クマ（公） / （バカ）熊」「（ハナタレ）小僧 / リュウタ」、デネブを「おデブ」、ジークを「手羽野郎 / 手羽先 / 鳥野郎」、テディを「テンドン」と呼ぶ。ハナ/コハナに対しても「ハナクソ女/コハナクソ女」と呼ぶが、その度に強烈な一撃を返される。ただし自分のことを鬼だと言われるとその度に否定している。
極端なマイペース揃いで互いにあまり干渉し合うことがない他の3人と比べ、なにかにつけいちいち突っかからずにいられない性格ゆえ、仲違いすることも多い。また、威勢は良いが実力的には一番下だと他の3人には思われており、ハナのリストラ勧告では全員一致で最有力候補とされた。しかし一度ウラタロスたちが消滅した後、彼らが戻ってきたときは食堂車の外で涙を見せるなど、仲間想いで肝心な場面では持ち前のリーダーシップや男気を発揮する。このため良太郎からは最も頼りにされており、成長を促している。
その外見から悪役と間違われることもしばしばある。憑依能力が一番低く、見せ場をキンタロスやリュウタロスに奪われたり、良太郎を上回るほどの不幸や災難に見舞われることも多いなど、最も不憫。
『ディケイド』では、別行動の良太郎に代わって「電王の世界」の主人公となっており、世界の崩壊と時間の歪みの影響により実体と記憶を失ってしまう。デンライナーとはぐれてしまい、「電王の世界」にやってきた士やユウスケに憑依して電王ソードフォームに変身しながら、アリゲーターイマジン率いるNEWモールイマジン軍団や、電王がFFR形態のデンライナーを狙った大樹/ディエンド、およびディエンドに召喚された仮面ライダーたちと戦った。そして、士の持つFFRカードの効果により実体を取り戻した。後の『ディケイド』の劇場版各作品に登場している電王はいずれもモモタロスの声で話している。『超・電王』ではウラタロスたちにいいところを取られっぱなしでイラついたところを士に憑依しディケイドにも変身した。
『EPISODE RED』では、暴走するデンライナーを2010年5月に繋ぎ止めておくための工事で腰を痛めてしまう。再びデンライナーが暴走した際、振動からくる腰痛から逃れようとデンライナーから2010年1月に飛び降り、暴走した直後である2010年5月に良太郎に発見されるまでの4ヶ月間、ゲンさんやその相方たちと共にホームレス生活を送っていた。『EPISODE BLUE』冒頭では戦闘中に足を負傷し戦闘不能になった。『EPISODE YELLOW』では、『ディケイド』シリーズでの関係から唯一海東大樹と面識があった。
平成仮面ライダー劇場版作品のBDのCMでは宣伝部長を務めている。また、『ディケイド』の劇場作品『仮面ライダーディケイド オールライダー対大ショッカー』にも単独で出演。ラストのシーンで、アギトの世界の主人公・津上翔一、BLACKおよびBLACK RXの世界の主人公・南光太郎と共に素顔のイメージとして士にエールを送った。『W&ディケイド MOVIE大戦2010』にはモモタロスが単独で変身した電王が登場した。この時は各世界のライダーと駆けつけ共にスーパーショッカーと戦った。また、ディケイドコンプリートフォームの最強フォームが更新されておりライナーフォームから超クライマックスフォームになっている（劇中ではスーパークライマックス）。
『レッツゴー仮面ライダー』では、1971年の世界で仮面ライダー1号、仮面ライダー2号のダブルライダーやNEW電王とともに浜名湖のショッカー本部を襲撃するも、逆にデンライナーを破壊され、爆発と共に左腕のみになり、アンクに憑依する。歴史修復の後に全身復活しソードフォームに変身、他のイマジンとともにクライマックスフォームにもなる。また、グリードでないにもかかわらず体内からイマジンメダルが出てきた。
『スーパーヒーロー大戦』では、プリンを盗んだ海東大樹を追って登場。デンライナーでジョーたちをゴレンジャーの時代である1976年に連れて行く。モモタロスたちは当初戦隊とライダーの戦いに加わっていなかったが、最終決戦で獣拳戦隊ゲキレンジャーと共に大ショッカー、大ザンギャック（ショッカー・ザンギャック連合）と戦っている。
『仮面ライダーウィザード』の特別編ではモモタロスとしての電王で登場し、最終決戦では超クライマックスフォームではなく、ライナーフォームに変身する。
『仮面ライダー大戦』ではキョウリュウレッドの割り込みでデンライナーがトッキュウオーと合体した時は両足だったため、本人としては非常に納得いかなかった。
『超スーパーヒーロー大戦』では、チームエグゼイドのピンク枠、ゴライダーではモモライダーとして登場したが、北岡からは「ゴロちゃん」と言われたり、モモレンジャーには急所を蹴られたり、八雲には決め台詞を言われたりなど、少し散々な目に遭っている。途中で永夢を良太郎と言い間違える時もあった。
『平成ジェネレーションズ FOREVER』では最初は電王ソードフォームとして登場。別空間から転送されてきたアナザー電王にいきなり蹴りを入れる。アナザー電王を「俺のくせに弱い」と評し一緒に転送されてきた戦闘員軍団も一蹴するが、キンタロスに「お前のクライマックスは長すぎる」と電王（良太郎）の憑依権を取られてしまった。また、自らを「愛と正義のタイムパトロール」と名乗ったU良太郎に異を唱えた。最終決戦には再度ソードフォームで登場し、市民に襲い掛かっていた戦闘員軍団と闘った。
- 身体に炎文字で「MOMO」と入っている。当初のスケッチではボディーのアーマーがもっとごつかったため、スーツの擦過音が出てしまうことから、袖や襟を付け、より衣装のようなデザインに替えている。「バイクに乗った現代風の赤鬼」というイメージからレザー風のスーツにしている。不動明王に赤い炎のモールドが黒い肌に入っているため、その逆転から黒い炎を入れている。脳天を立たせることでウルトラマンのようなヒーローにも見え、真っ黒な目にすることで、善か悪か判らない感じを出し、物語の展開で善悪どっちに転んでも大丈夫なようにしている。
- 撮影用スーツは、登場頻度が高いことから、劇場映画に合わせてスーツが新調された。スーツはディテールを優先し、アクションが可能ではない造りであったため、大立ち回りをすることは想定していなかったという。
- パイロット監督である田﨑竜太によると、俳優の寺島進をイメージしてモモタロスの「強面だが、愛嬌が感じられる」という役柄を作り上げたという。また、田﨑は第1話のアフレコ時、モモタロス役の関に、かつて関が演じたアニメ『炎の転校生』の主人公、滝沢昇のような感じで演技して欲しいと依頼したとのことである。
- スーツアクターを務めた高岩成二は、モモタロスについて一から作り上げた役であるため特別だと述べており、『ディケイド』以降にモモタロスが客演し主役ライダーと共に映るシーンでも監督からモモタロスの方を指名されるという。オープニングのモンキーダンスは、リュウタロスが佐藤がダンスを踊れることを前提に作られたキャラであると高岩が思ったことと、高岩がダンスを踊れなかったため、昭和の人間である高岩本人が考案したものであるという。第43話での良太郎との戦いは、モモタロスのスーツにピンマイクを着け、高岩のセリフをすべて録音し、それに関が合わせたものとなっている。高岩も当初は、上記のように寺島進を意識した演技や芝居を行っていたが、モモタロス人気が高まり、コミカルな台詞や表現を要求されることが頻発するようになると、無意識に、武田鉄矢に類似した身振りや手振りが多くなってしまったと述懐している。

ウラタロス
- 声 - 遊佐浩二
- スーツアクター - 永徳

良太郎に3番目に憑依した青色のイマジン。良太郎が持つ『浦島太郎』に出てくる海亀のイメージが具現化された姿というナオミの推測に基づき、ウラタロスに命名された。一人称は「僕」。
良太郎に憑依して仮面ライダー電王 ロッドフォームに変身する。後に単独でも変身するようになる。NEW電王に憑依した際はウラタザオに変形する。
第4話の最後にデンライナーを見つめる砂の状態で初登場し、良太郎が自転車に乗った少年にぶつかりトラックの荷物の転落に巻き込まれ気を失った際に憑依し良太郎の体の主導権を得る。実はこの時リュウタロスも同時に取り憑いており、それに一応対応した映像になっているとDVD第4巻の特典映像にてリュウタロスが語っている。自分が憑依したのがバレないようウラタロスをカモフラージュに使ったとのこと。
武器は両端に六角形の刃を備えたボートのオールのような形状の棒（槍）ウラタロッド。この武器は棒として使う他、刃の先端が釣竿のように伸びるほか、電王同様、オーラキャストによって敵の動きを封じることが可能。良太郎が特異点であることを憑依前から知っており、それによるメリットを狙って（デメリットも承知の上で）良太郎に憑依する。
モモタロス同様、イマジンの使命には興味がなかったため、パスを良太郎と共有することでデンライナーに乗ることとなる。
冷静沈着で頭の回転も早いが、かなりの自信家な上にキザで女好き。さらに本心を隠して嘘をつくことで人を騙すことを好み、天才的な話術と口八丁で周囲の人間を手玉に取る詐欺師のような性格。決め台詞は「（お前/お前たち、）僕に釣られてみる?」や「千の偽り万の嘘」、「言葉の裏には針千本」。魚や釣りを用いた喩えが多く、相手を手玉に取ることを「釣り」と称する。相手を翻弄したり情報を引き出す術に長け、ピアノや華道など女性に受けが良さそうなことをそつなくこなす。夜遊びの常習犯であり、良太郎はウラタロスに憑依されると寝不足に悩まされたり、知らない女性の部屋で目を覚ますこともしばしば。その上、良太郎の携帯にはウラタロスが引っかけた女の子たちの電話番号が、山ほど登録されており良太郎をいつも困惑させている。
しかし、女性を口説くときは相手に無理難題を吹っ掛けたり脅迫めいたことはしないなど、女の子を釣り上げるにもウラタロスなりの信念とプライドを持っている様子。中盤で悪徳金融会社藤代リースサービスの社長である藤代裕也が、一方的に思いを寄せる愛理を自分のものにするために借金の保証人とウソの借用書ででっち上げ、借金をチャラする代わりに自分との結婚を要求するという卑劣なやり方でプロポーズしてきた際には、怒り狂うリュウタロスを抑えつつモモタロスやキンタロスと共に嫌悪感を露わにしていた。それゆえに女性に対しては極力暴力は振るわない主義で、『クライマックス刑事』ではネガタロス軍団に捕えられた鈴木刑事を救出するべく、バットで物陰から見張りのセーラに奇襲をかけようとした侑斗を憑依して止めるなど、敵対する女性でも例外ではない。
当初モモタロスとは犬猿の仲だったが、次第に緩和される。キンタロスのことは「キンちゃん」、リュウタロスのことは「リュウタ」、デネブのことは「おデブちゃん」、侑斗のことは「ボクちゃん」、テディのことは『EPISODE BLUE』以降「テンちゃん」と呼ぶ。自分なりのプライドを持ち合わせており、デンライナーから強制降車させられかけた自身を救った良太郎には協力するなど、義理堅いところもある。他人を手玉に取る反面、リュウタロスに対して世話を焼くなど、面倒見がいい面もある。自分が他人に引き込まれる＝釣られることは好まない。モモタロスら他のイマジンの発言には突っ込みを入れることが多い。戦い方は華麗かつ頭脳的。駆け引きに長け、トリッキーでもある。
頭脳労働および交渉担当と自認しているせいか、戦闘場面で他3人のように他を押しのけてまで良太郎に憑依することはない。DVD4巻の特典映像においてリュウタロスが「戦士というより趣味人」と解説している通り、逃げた敵を深追いしたがらなかったり、ゴミが散らかった場所でデンガッシャー ロッドモードを使いたがらなかったりといったこともあった。
『ディケイド』では、時間の歪みの影響で実体を失った姿で登場。異変の原因が士にあると考え、夏海に憑依してディケイドと戦うが、その戦いの影響で首を負傷していた。
『EPISODE RED』では一目惚れした愛理に気を取られ、よそ見して自転車で転んだはずみでズボンのお尻の部分が破れてしまい、パンツまる見えの無様な醜態を愛理に見られてしまうという最悪のシチュエーションでのファーストコンタクトを果たしたばかりに、面と向かって会うことが出来ず名誉挽回に悪漢から彼女を救うというベタな作戦で愛理の気を引こうと画策する菊池宏に対して「そんなやり方じゃ女の子は釣れない」と、テレビシリーズでも見せた女の子へのモットーを持ち出し窘めた。
『EPISODE BLUE』ではマンティスイマジンに苦戦するNEW電王を助ける際に、ウラタザオに変型した。
『EPISODE YELLOW』では、自分と似た部分を持つ大樹に興味を持ち、彼の目的を手伝う。過去の戦いでG電王との戦闘時に憑依し、そのままディエンドに変身した。
良太郎以外の人物にも憑依することが多く、『クライマックス刑事』で侑斗、『さらば電王』で幸太郎、『ディケイド』で士と夏海、『超・電王』で次狼と仮面ライダーG3、『EPISODE YELLOW』では大樹に憑依した経験もある。ただ夏海に憑依した際には、女の子に憑くのは趣味じゃないと語っている。
『スーパーヒーロー大戦』では、獣拳戦隊ゲキレンジャーのゲキイエローにナンパした。
『超スーパーヒーロー大戦』では、ライダーブルーチームの1人として登場。ただ、ライダーブルーチームに入る前は、チームエグゼイドの青枠になりかけており、ピンク枠をモモタロスからトッキュウ5号に変え、それでチームを組もうとしていたがモモタロスに阻止された。
『平成ジェネレーションズ FOREVER』では、電王ロッドフォームと良太郎に憑依した状態で登場。不意打ちでリュウタロスから良太郎の憑依権を奪いロッドフォームに変身、デンライダーキックでアナザー電王にとどめを刺した。
- デザイン画では「青いモモタロス」という解釈で、モモタロスの亜種や亜流というものであったがNGとなり、亀甲模様をメインにして、甲羅や六角形を記号的に入れるなど亀のイメージを取り入れている。モモタロスの炎と違い、電卓などの8の字フォントで亀甲風にアレンジしたローマ字の「URA」を入れることで未来っぽくしている。目の色はロッドフォームと同様、オレンジにしている。ライダーと整合させるため、3本角などを取り入れている。

キンタロス
- 声 - てらそままさき
- スーツアクター - 岡元次郎

ウラタロスに続いて良太郎に憑依した金色のイマジン。当初は良太郎でなく、病に倒れた空手家本条 勝（）（演 - 内野謙太）に憑依し、『もう一度空手をしたい』という契約を実行すべく、空手をマスターしようとしていた。その姿は本条が持つ『金太郎』に出てくる熊のイメージが具現化されたもので、それゆえに他の3体とは外見上の違いがある。他の2人に肖りナオミから命名された。一人称は「俺」。
良太郎に憑依して仮面ライダー電王 アックスフォームに変身する。後に単独でも変身するようになる。NEW電王に憑依した際はキンタオノに変形する。
電王ソードフォームでも歯が立たないほどの、比類ない力の持ち主で、武器は金色の鉞キンタロスアックスで、高所から飛び降りて敵を斬り裂くダイナミックチョップ生（）や張り手が必殺技。
イマジンの使命より契約者の望みを叶えることを優先し、本条を守るために過去の世界での戦闘で負傷して消滅しかけるが、良太郎が自分に憑依するよう提案して、ハナがそれを後押しして、彼に乗り移ることで一命を取り留める（この点が他3人とは異なる）。以後、ハナや良太郎に恩義を感じて協力する。ハナからは、略称で呼ばれる他のイマジンと違い唯一フルネームで呼ばれている。
人情に脆く、世話好きな性格。仲間のイマジンのことは「モモの字」（モモタロス）、「カメの字」（ウラタロス）、「リュウタ」（リュウタロス）と呼ぶ。関西弁で喋り、親指で首を捻って鳴らす癖がある。空手と相撲を取り違える、力の加減が分からず周りの物を壊す、勘違いで余計なお節介を全力でする、古典的な恋愛論でリュウタを暴走させるなど、色々と問題を引き起こすこともある。しかし責任感は強く、自分が招いたトラブルはたとえ自己を犠牲にしてでもケジメをつけようとする。また、良太郎が強くなるためにイマジンたちの力を借りて無茶な特訓を始めた際には、良太郎の精神的強さを説いて疑問を投げかけるなど、彼の本質的な強さについてはイマジンたちの中で最も理解している。ただし、尾崎正義のような軽薄な男は嫌いなようで、尾崎がハナに馴れ馴れしくちょっかいを出してきた時には、モモタロスやウラタロスと徒党を組んで絡み嫌味交じりに恫喝した。
他者を感動・感涙させることにこだわりがあるようで、決め台詞として「（俺の強さは）泣けるでぇ!」や「俺の強さにお前（ら）が泣いた！」などと言い、倒した相手に涙や鼻水を拭うための懐紙を渡すことを流儀とする。戦い方は正々堂々の力勝負を好み、卑怯な振る舞いを嫌う。
普段はデンライナー食堂車で居眠りをしている。誰かと会話をしている際、自分に都合が悪くなると寝てしまうこともある。一度眠ると何をしても起きない。しかし、一般とは感性がかけ離れているため、「泣く」あるいはそれに近い言葉を聞くと、過剰に反応して突然起きて「泣けるでぇ」と叫び、良太郎に憑依して度々騒動を起こす。
『EPISODE BLUE』では、派遣契約が終了したテディに代わり、象の着ぐるみを着て幸太郎をサポートするが、幸太郎の不運を見かねて憑依。そのままNEW電王に変身しようとした結果、キンタオノに変型してしまう。
『超スーパーヒーロー大戦』では、一瞬だけ登場。永夢に黄色枠を勧めるが、モモタロスにあっさり拒否される。
『平成ジェネレーションズ FOREVER』では、モモタロスを「お前のクライマックスは長い」と強引に交代させアックスフォームにチェンジ。アナザー電王を怯ませるほどの一撃を喰らわせるが、すぐリュウタロスに交代させられた。
- デザイナーの韮沢は力持ちで気が優しい熊という設定と演じる岡元次郎のイメージから連想して、『ロボコップ』をモチーフにしたと述べている。単眼であったアックスフォームから、金色のロボコップや熊をイメージしたため、マタギや木こりのようにベストを着せている。アックスフォームがマサカリが顔の真ん中に付いていたため、1本角となった。身体にある「KIN」の文字は筆で書いたような書体にしている。目など身体に走っているものは金色の光から連想して、稲妻のモチーフを入れている。暴れ者を表現するために、傷を脛のアーマーに付けている。バックルや膝には斧を用いている。
- 背中のデザインは描かれておらず、背中の刺繍はレインボーが処理している。ベストにしたり、毛を付けることでモモやウラとは違う感じのデザインラインにしているが、良太郎と契約していないイマジンという設定であったのは偶然の一致であったという。

リュウタロス
- 声 - 鈴村健一
- スーツアクター - おぐらとしひろ、神尾直子（『さらば電王』代役）、藤田慧（『EPISODE YELLOW』代役）

「他のイマジンと一緒に憑依すれば気付かれない」という理由でウラタロスより少し先に良太郎に憑依した紫色のイマジン。当初は良太郎の深層心理の奥に潜伏したため、誰もその存在に気づかなかったが、良太郎が三浦の催眠療法を受けたことをきっかけに行動を開始した。それ以前に第5話でエネルギー体のリュウタロスが良太郎を通過したため、トラックに砂がこぼれたことや第9話で空手部員を怪力で投げ飛ばしたことなど様々な場面で伏線が引かれている。その姿は良太郎が持つドラゴンのイメージが具現化されたもの。デンライナーに姿を現した後に他の3体に倣い、自らリュウタロスと名乗る。一人称は「僕」。ウラタロスとキンタロスとハナからは「リュウタ」と呼ばれる（モモタロスからも時々呼ばれる）。
良太郎に憑依して仮面ライダー電王 ガンフォームに変身する。後に単独でも変身するようになる。
武器は紫の大型銃リュウボルバー。無期限有効のライダーチケットを所有するため、他のイマジンと違いライダーパスの共有宣言はされていない。
その名の通り龍のような凶暴な外見をしているが、口調は無邪気、性格は我が侭で気分屋、ピュアで甘えん坊であるなど、幼児と同様の精神年齢である。行動は強引かつ一方的で、相手に「 - するけど、いいよね?」と許可を求め、決め台詞でもある「答えは聞いてない!（聞かないけど）」と言い放ち一方的な宣戦布告をして即行動に移す。仲間のイマジンたちを、「カメちゃん」（ウラタロス）、「クマちゃん」（キンタロス）、「おデブちゃん」（デネブ）、「鳥さん」（ジーク）、「青いクマちゃん」（テディ）と呼ぶ。モモタロスは動物がモチーフでは無いため呼び捨て。ダンスが好きで、しばしばヘッドホンで音楽を聞きながら踊っている。食堂車にいる時はナオミとゲームやシャボン玉などで遊んだり、クレヨンで画用紙に絵を描いたりしているが、登場初期は良太郎の深層心理に潜んでいて神出鬼没だった。動物や赤ちゃんなどの可愛いものをこよなく愛するが、気に食わない相手や動物を虐げる者にはたとえ人間であっても殺そうとするなど残虐な一面を秘める。そのため当初は戦闘にリュウタロスが呼ばれることはほとんど無く、専ら気が向いたときに強制的に憑依し、戦いに飽きたり気乗りしないと途中でも放り出すなど身勝手そのものだった。
人間に軽い催眠暗示をかけて精神を支配する能力を持ち、良太郎に憑依した時はこの力で周囲の人間をバックダンサーにして踊る。また憑依力が強く、リュウタロスが憑依している状態ではジーク以外のイマジンは簡単に憑依できず、良太郎自身の意識もある程度制限される。戦い方はダンスのように軽やかだが周辺被害には無頓着で荒っぽい。
「時の列車の車掌にしてやる代わりに良太郎を倒せ」というカイの指示に従い、良太郎の命を狙って憑依するが、「お姉ちゃん」（愛理）への思慕からそれを撤回した。しかし以降も、愛理の婚約者と同姓同名を名乗る侑斗に激しいライバル意識を燃やし、キンタロスの「女が男に惚れるのは、強いからに決まっとる！」という言葉を真に受けて、勝手に勝負を挑んだり、良太郎やモモタロスらの存在を顧みずムキになって一人で戦ったり、かなり問題のある振る舞いを繰り返してはモモタロスたちの頭を悩ませている。特に後者は良太郎の体を「僕のもの」として扱い、モモタロスやカイに指摘され、愛理に他人として接されるまで「良太郎と自分たちイマジンは一体の存在ではない」ということを認識していなかった。電王として共に戦ううちに良太郎の命を奪う気は無くなっていき、モモタロスたちからも仲間の一人として扱われるようになる。その後、カイに手駒として使われた上消されかけた一件で、自身の行為を反省して良太郎に謝罪すると同時にカイと完全に決別した。
それからは良太郎を慕う気持ちが強くなり、侑斗の話にも落ち着いて耳を傾けるようになった。時が進むにつれ精神的に成長し、『さらば電王』で荷車に轢かれそうになった子供を助けたり、『EPISODE BLUE』で負傷した良太郎やウラタロスを労わっている。
『クライマックス刑事』では、刑事の仕事も遊びの延長として捉えている。はぐれイマジンの捜査のために、罪状の有無に関係なく街中の人相の悪い人間をリュウタロスダンサーズを率いて片っ端から逮捕するなど乱暴な部分は相変わらずだが、愛理と（イマジンの姿で直接的な形で）初めて対面した際には以前は公然と甘えていた割には、恥ずかしがって物陰に隠れるなど実はシャイで照れ屋な部分も見せた。また、その時に念願の愛理お手製のお弁当を貰った際には大事そうに食べていた。また、鈴木一哉が手柄欲しさに独断専行をしたことで、あと一歩のところでデンライナー署全員が全滅の危険に晒された時には愛用のハンマーで殴ろうとするなど、他人のミスには結構厳しい。
『平成ジェネレーションズ FOREVER』では、キンタロスから電王の憑依権を奪いガンフォームになるが、隙をつかれてウラタロスにすぐ代わられた。また、電王の肩書を「強すぎる仮面ライダー」と提案したモモタロスに「ダサい」と言い放った。
- デザイン段階では、一番長身のため、他の3人のまとめ役の年長を想定していた。他との差別化からロングコートにしており、あぶない性格という設定のため、クールで落ち着いた感じの、キレ顔でキザな二枚目のリーダーを想定していたことから、暗い紫となった。だが、他との差別化から背の低い人を入れたいというJAEのオーダーから現在のキャラに決まったという。ヒゲを使って4本角にしており、竜からの発想で鱗のモールドや辨髪を入れている。車掌のような白い手袋にしたのはカラーバランスからであり、偶然の一致であったという。劇団☆新感線のように当初から肩周りと胸のパッと見のシルエットを優先してデザインされ、袖と襟を強調して大きめ、長めにしている。

デネブ
- 声 - 大塚芳忠
- スーツアクター - 押川善文、伊藤慎（『超・電王』一部）、永徳（『仮面ライダージオウ』）

桜井侑斗（桜井）と「侑斗がゼロノスとなって戦う」という契約を交わしたイマジン。名前の由来ははくちょう座のデネブで、その姿は武蔵坊弁慶のイメージが具現化されたもの。外見は鳥のような金色の仮面に、黒い頭巾を被っている。額にはモチーフとなった弁慶の「弁」の文字がある。モモタロスたちやナオミには名前を「おデブ」と勘違いされているが、自身も相手の名を間違えて覚えていることが多い。一人称は「俺」。決め台詞は侑斗と同じく「最初に言っておく!」でその後は気分で変わり、「胸の顔は飾りだ!」や「特に言うことは無い!」など、どこかズレている。
侑斗に憑依して仮面ライダーゼロノス ベガフォームとなる。ゼロフォームではデネビックバスターに変形する。幸太郎に憑依した際は仮面ライダーNEW電王 ベガフォームとなる。
五指の指先は銃口になっており、そこから破壊弾や煙幕弾を発射可能。
誰に対しても低姿勢で、温和かつお節介焼きな実直な性格。炊事・買い物・金銭管理など侑斗の世話全般を負担するなど家事好きで働き者。しかも料理の腕前は中々のもので、贅を尽くし舌の肥えたジークでさえデネブの料理を美味と賞賛しており、料理を美味いと褒められてからは彼と意気投合する。正しい行いを旨とし「 ‐ はよくない!」と侑斗の不遜な態度を諌めたり、戦闘中であっても侑斗の荒っぽい戦い方やイマジンの行いを非難することもある。初対面の相手に「侑斗を宜しく」といいながらデネブキャンディという手作りのキャンディーを配って周囲の人々に侑斗を知ってもらおうとするが、不遜な態度をとる侑斗を諌めようとするため、日夜努力を欠かさない。侑斗を含め周囲からは「いいヤツなんだけどイタい」と思われており、普段はどうでもいいことでも行動的なのに肝心なときほど役に立たず、悪意のない失敗で相手をイラっとさせてしまうこともある。またイマジンの察知能力が異常に低く、すぐ目の前に憑依された人間がいても気づかないことがほとんどである。
その反面、戦闘能力は恐ろしく高く、とりわけ防御力は高い。さらに戦闘時には迷うことや動じることが全くなくなる。しかし憑依能力は低く、侑斗は自らの意思で主導権を奪い返すことが出来る上、力関係では侑斗よりも下で、彼のプロレス技で折檻されることが多い。なお侑斗がプロレス技を使うのは、デネブの体が頑丈で人間の物理攻撃がほぼ無効なためであり、一度デネブに殴りかかった際、逆に侑斗の指が骨折してしまったこともある。お化けの類が大の苦手。
望みを聞いて契約完了しているため、現実世界でも実体化が可能。公の場では変装することが多いが、イマジンとしての異形の風貌を全く隠せていないため、周りの人間からは変質者のような扱いを受けたり、失笑されたりしている。実体化している時に侑斗から離れると即座に駆けつけることができないため、侑斗はデネブの助力なしで戦闘に入る場合もある。
精神体の時はカイの傍にいたが、未来を守るために1人で戦う桜井の姿に心打たれ、カイを裏切り桜井と契約を交わす。彼との契約内容により、侑斗にゼロノスカードを託し、彼と行動を共にすることになる。ゼロノスカードの効果で侑斗が人々に忘れ去られないようにと、一時は彼がゼロノスに変身することを阻止しようとするが、彼の決意を知って共に戦い続けることを決意する。しかし、それでも彼を巻き込んでしまったことに罪悪感を持っている。侑斗と同じく良太郎を「野上」と呼ぶ数少ない主要キャラクターである。侑斗のいないパラレルワールドでは、良太郎に憑依したイマジンとしてデンライナーで食事係をしており、デンライナーのイマジンたちの纏め役となっていた。
『超・電王』では、イマジンたちの中でも主役の立場に置かれている。時間の歪みの影響で侑斗が消滅してしまったため、実体化が出来ず、過去の時間で出会ったユウにとり憑く。
『スーパーヒーロー大戦GP』では、侑斗の指令で別行動しており、最終決戦の際に駆け付けた。
- 胸の模様は弁慶を歌舞伎で演じる際の代表的な隈取りを基に、「BEN」と読めるようにアレンジしている。
- スーツアクターを務めた押川善文は、「弁慶のイメージ」という設定から当初は男らしいキャラクターと想定していたが、声を担当した大塚芳忠の演技が優しい感じであったため、これをすり合わせようと検討した結果、イメージが重なった自身の母親の雰囲気を取り入れた。

ジーク
- 声 - 三木眞一郎
- スーツアクター - 永瀬尚希

たまに良太郎たちに助太刀する白色のイマジン。財閥令嬢の鷹山 栞（演 - 鹿野京子）が持つ『白鳥の湖』から白鳥のイメージが具現化されたもので、「ジーク」は自称。名前の由来も『白鳥の湖』に出て来るジークフリート王子から。一人称は「私」。
良太郎に憑依して仮面ライダー電王 ウイングフォームとなる。
専用の武器は持たないが、爆散する白い羽を複数飛ばして攻撃できる。
赤ん坊の世話を焼くなど悪人ではないが、自身を「プリンス」と称して高貴な立ち居振る舞いを好み、世界は自分を中心に回っていると思い込んでいるほど、自己中心的な上、空気をまったく読まない唯我独尊でハタ迷惑な性格。イマジン本来の使命にも全くやる気を示していない。決め台詞は「降臨、満を持して!」。その性格ゆえ、周りの者と面識がなくとも「お供」として扱い、当たり前のように命令を下す。しかし自身が近しいと見なした人物に対しては敬意を払い、ハナに諌められて以降は「主の使命」に目覚め、お供に対する労いと思いやりを心がけるようになる。特にハナに対しては諌められてから「姫」と呼ぶようになり、好意まで抱くようになった。
栞に憑依したが、当時彼女は妊娠していたため、胎児（栞の肉体の一部）であった息子の祐介（演 - 渡邊虎雅）にも憑依する形となり、その生誕とともに彼に憑依する形で2007年に誕生。生後間もない祐介の中のジークの記憶が薄れて消滅しかけるが、最初に憑依した栞の「赤ちゃんが無事に生まれますように」という望みが契約内容であり、出産と同時に契約が完了していたことが判明。彼女の最も強い記憶である結婚式の日（1997年）にデンライナーで送り届けてもらったことで消滅を免れ、良太郎たちに感謝と別れを告げて去っていった。こういった経緯のためか、他のイマジンとは違い、良太郎らと同じ時間軸の存在と化しており、唯一特異点の特性が適用されないイレギュラーな存在。ゆえに実体を保ったまま、契約者ではない良太郎にも憑依でき、他のイマジンを全く寄せつけず良太郎を独占できる上、さらにモモタロスが憑依できない記憶を失った良太郎にも憑依できるほどの力を持つ。そのため未来の決定に伴いカイ率いるイマジンらが消滅した際も、モモタロスらと共に消滅することはなかった。また、「頭が高い！」と言うと、他のイマジンを波動を出して一定時間30センチ大にまで縮小させる能力も持つ。
『俺、誕生!』では2000年のミルクディッパーを訪れたハナたちの前に突如現われ、ゼロライナーに乗りハナたちと牙王を追う。その真意は2007年で受けた恩を返すことで、記憶喪失でモモタロスたちが憑依できない良太郎が牙王配下のイマジンに襲われた際、彼に憑依し電王 ウイングフォームに変身して戦う。
テレビシリーズ最終話（第49話）ではナオミがウラタロスを迎えに来た時間にたまたまいたので連れて来られ、イマジン軍団と戦う良太郎たちをサポートする。『さらば電王』や『超・電王』では中盤あたりで登場するものの、モモタロスたちと行動を共にすることは少なく、参戦するのは専ら終盤である。これは、ジークの性格上「皆がピンチの時に華麗に活躍して、美味しいところをもっていく」という信条を持ち、戦闘に対して積極的ではないためである。そのため前者ではイマジン軍団との大混戦に「何たる混沌、私には似つかわしくない戦いだな」と愚痴をこぼしている。
『ディケイド』では、デンライナーと間違えて光写真館に入り、そのまま自ら被写体になり、『超・電王』でウラタロスたちを探しに「昭和10年の世界」にやってきた良太郎たちに見つかるまで士に憑依、栄次郎からは「鳥さん」と呼ばれ、お気に入りの被写体となっている。
『EPISODE BLUE』ではオーナーの「助っ人（幸太郎）を呼んであります」のセリフとともに登場したが、実際は特に活躍するわけでもなくただデンライナーの中で飲食していただけであり、さらにはテディが幸太郎から離れたことで周囲が静まり返っていた雰囲気の中で、デザートを催促するなど相変わらず空気を読まない言動を繰り返し、リュウタロス以外の全員から邪魔者扱いされていた。
- デザイン画では「スワンイマジン」という名称であった。胸には白鳥のSWANという模様が入っている。
- 胸プロテクターとスーツの間にアンコを盛ることで、胸を張りやすい形となっている。

テディ
- 声 - 小野大輔
- スーツアクター - 金田進一

幸太郎の相棒である青鬼型イマジン。『さらば電王』の時にオーナーが依頼して幸太郎と契約したが、契約内容は不明。彼が、良太郎から聞いたモモタロスたちの話をイメージして誕生したネオタロスで、他のイマジンとは異なり、童話ではなくイマジンそのものを基盤としている。『さらば電王』ではキンタロスからテディベアと連想して被っていると言われており、『EPISODE BLUE』ではリュウタロスもこのことで「青いクマちゃん」と呼んでいた。一人称は「私」。
外観の形状こそモモタロスに酷似しているが、性格は正反対に礼儀正しく謙虚で、品行方正。誰よりも幸太郎を気に掛けており、幸太郎の不運を陰ながら回避したりしている。『超・電王』でも幸太郎がクチヒコに捕らわれた際には、一時冷静さを欠き一人で救出に向かおうとしたほどである。初対面でモモタロスから「天丼」と名前を間違えられ、キンタロスやウラタロスはそのときは訂正していたものの、『EPISODE BLUE』では彼らからも「テンドン」（ウラタロスとナオミからは「テンちゃん」）と呼ばれることが定着してしまい、本人は気にしている。キンタロスとは後に将棋に興じる仲になった。
幸太郎に憑依することは無いが、戦闘の際は銃剣マチェーテディに変身し、幸太郎がカウントダウンで止めを刺す際はカウント役を務める。良太郎たちのイマジンの中でも影が薄いらしく、『ディケイド』では良太郎と幸太郎と共に時間の歪みの原因を調べにいったらしいが二人がデンライナーに戻った時には彼の姿だけがなく、『超・電王』でもクチヒコと顔が合ったにもかかわらず、全く気付かれず自身の存在感の薄さを悲しんでいた。足の横はポケットになっているらしい。
『EPISODE BLUE』では、ターミナルに所属する派遣イマジンで、これまで何人かの契約者を期限付きで渡り歩いていたことが判明。幸太郎との契約期間が終了し、新たにオーナーと契約。名前も新しく、アレクサンドロビッチに改名し、オーナーが新しく購入したチャーハン対決用のスプーンやお玉を磨く任務を与えられた。幸太郎の危機に、オーナーとの契約破棄による消滅の危険性を覚悟の上で、デンバードに乗って颯爽と駆けつけ、久しぶりのカウントダウンによってイマジンを倒す。戦いの後は契約破棄が原因で消滅してしまったが、幸太郎との絆が強かったことで再生、正式に幸太郎の契約イマジンとなった。
『レッツゴー仮面ライダー』では仮面ライダーの歴史について詳しいことが判明。オーズやアンクについても知っていた。また、同映画のキーパーソンとなり、取り残されたナオキや少年仮面ライダー隊をショッカーから守るため1971年の世界に残り命を落とすも、歴史修復の際に復活する。
『イマジンあにめ』には第3作目から登場。
- 名前の由来は、「相棒」を意味する「STEADY」から。
- モモタロスが蒸気機関車なら、さらに未来的な新幹線ののぞみのようなSFチックなモモタロスという感じでデザインされた。色もNEW電王に合わせてメタリックブルーとなっている。

### ミルクディッパー
野上 愛理（）
- 演 - 松本若菜

22歳。良太郎の姉。元は父親が経営していた喫茶店で、星をテーマにした本を集めたライブラリカフェ「ミルクディッパー」を営む。店には常に彼女目当ての男性客が多数たむろするほどの美貌の持ち主であるが、マイペースかつ天然ボケなため、店の切り盛りと美味しいコーヒーを淹れることとライブラリの活用、そして夜空にきらめく星にしか興味を示さない。ゆえに彼らからのプレゼントは「忘れ物」として店の一角に積まれる。その性格ゆえ、ウラタロスに「釣られない女性」の一人であるが、R良太郎が良太郎でないことに気付くなど、鋭い視点と思慮深さを持つため、良太郎は愛理の前でイマジンが憑依することを固く禁じている。常に不幸続きの良太郎を優しく見守り、弟同様、少々のことには動じない。
驚異的な味覚オンチだが、彼女の淹れたコーヒーは美味しいらしい。しかしナオミのコーヒーとは対照的にイマジンの口には合わない様子。
桜井と婚約していたが、彼の失踪と共に桜井に関する記憶が全て欠落しており、彼との思い出の品であるミルクディッパー内の望遠鏡と、その下に隠してある野上姉弟が彼に贈った懐中時計の出自を良太郎が隠すことで、愛理が過去のことを思い出さないよう配慮していた。その懐中時計の裏蓋には "The past should give us hope." （日本語で「過去が希望をくれる」）と刻印されている。侑斗については単に良太郎の友達と認識し、コーヒーが苦手な彼のためのコーヒーのレシピを研究するようになる。『EPISODE RED』では、そのコーヒーを差し出すと共に、侑斗についても悟っている部分も見せる。
実は物語開始前に桜井とともにゼロライナーに遭遇、将来生まれる子供が未来の特異点であり分岐点の鍵であることを含めて全てを知り、彼と共に未来を守ろうと願うが、カイによる一時的な時間改変とゼロノスカードの効果がきっかけで桜井や未来に関する記憶を失っている。中盤で桜井に関する記憶を取り戻しかけるが、ゼロノスカードの影響で再びその記憶を失い、後に赤色のゼロノスカードの影響で侑斗の記憶まで失う。懐中時計の言葉は桜井が侑斗を指したものと良太郎は推測している。桜井侑斗が消滅した世界では、喫茶店が「花時計」という女性人気の高い趣向になっている。
テレビシリーズの最終回（第49話）ラストで桜井が消滅した際に記憶を取り戻したらしく、『超・電王トリロジー』では侑斗や良太郎らの時の電車に纏わる事象について知っている様子である（このことで、時間の歪みの影響で小さくなった良太郎の事情を知っており、普通に接している）。また、『EPISODE YELLOW』では時間の歪みの影響で小さくなった良太郎を元に戻そうと、大盛のヒジキサラダなど様々な健康食を食べさせている模様。

尾崎 正義（）
- 演 - 永田彬 (RUN&GUN)

24歳。ミルクディッパーの常連客で、ユーラル出版に勤める所謂カストリ雑誌の編集者兼ジャーナリスト。口がうまく世渡り上手のため、若手ながらもその筋では一目置かれている。
愛理に好意を寄せる男の一人で、彼女に近づくために良太郎にも気さくに接する。しかし、外では他の女性にも声をかけるナンパ男で、ハナのことも気に入っている様子だが、他の女性とのデート中に良太郎と出くわした際には誤魔化そうとするなど本命は愛理の模様。雑誌の性質上、現在起きている奇妙な事件に詳しく、弟から攻め落とすべく何かと便宜を図ってくるため、良太郎たちは彼からイマジンの起こす事件の情報源を得ることもある。三浦同様、イマジンに憑依された状態の良太郎にたびたび遭遇しているが、三浦と違い「男はいくつも仮面を持っている」として怪しんでいない。桜井侑斗が消滅した世界（第40話）では、女の子を両側に侍らして「花時計」（ミルクディッパー）を素通りしていた。

三浦 イッセー（）
- 演 - 上野亮

ミルクディッパーの常連客。愛理に好意を寄せる男の一人で、尾崎とはライバル関係だが、口のうまい尾崎からはいいようにあしらわれがち。
祈祷師のような格好をしており、心理学やスピリチュアル関係にも詳しい。催眠療法をかけるなどの心理カウンセラーの技術も持つ。スピリチュアル（超心理）カウンセラーと心理カウンセラーの両方の技術を持つことからか、自らを「スーパーカウンセラー」と称する。尾崎からは「オカルト」呼ばわりされ信用されていないが、イマジンに憑依された良太郎を「悪霊に取り憑かれた」と評すなど、良太郎が「他の人格」に憑かれていることを看破した最初の現代人。もっとも、イマジンが取り憑く以前の良太郎の悪運に関しても「悪霊が取り憑いている」と言っており、様々なことを悪霊の所為にしている節はある。筆で書かれていて他人には解読不能の良太郎レポートをひそかに書いている。桜井侑斗が消滅した世界（第40話）では、愛理を追うどころか、赤子をあやしていた。

### その他
桜井 侑斗（）
- 演 - 岡野友信、中村優一

推定30代前半の天文学者。物語上一番のキーパーソン。ミルクディッパーの常連客で愛理とは婚約関係にあったが、結婚式直前の2007年1月10日に突如失踪した。良太郎たちでの会話の中では「桜井（さん）」と呼ばれる。
物語開始前に愛理と共にゼロライナーに遭遇。未来を護るため、自分を分岐点と未来を繋ぐ鍵と誤解したカイやイマジンを囮となって引きつけながらゼロノスとして人知れず戦うが、カイの操るレオソルジャーに敗北し、一時的に時間が改変される。その後、デネブと契約して19歳のころの自分にゼロノスカードを託し、愛理からイマジンを遠ざけるためにあらゆる過去の時間を逃亡する。その際、薄茶色のフェルト帽を目深にかぶり、同色の外套を羽織っている。自らも緑色のゼロノスカードを所持し、劇中でもアルタイルフォームに変身する。ゼロノスカードの効果により自身の存在が消滅することは覚悟しているようだが、ゼロノスカードを捨てている描写も見られる。カイの消滅後、彼自身もゼロノスカードの効果で消滅した。
正体が明らかになった後も顔がはっきり映ることは無く、セリフも第45話にて1度「変身」と言ったのみである。
『超・電王トリロジー』の『EPISODE RED』は回想シーンのみ登場。

駅長（）
- 演 - 石丸謙二郎

キングライナーを管理する白い制服姿の壮年男性。デンライナーのオーナーと瓜二つだが、本人とオーナー曰く「似てますが気のせい」であり、血縁的な関係はない模様。話し方はオーナーよりもテンションやトーンが多少高めで、緊急事態時にもあくまでも沈着冷静である。立場としては時の列車のオーナーより低いらしい。オーナーとはチャーハン山崩し勝負の永年のライバルで、過去に何度もチャーハン対決をしたらしく、中盤のターミナルでの対決までは引き分けだったらしい。2本のスプーンの使い手で、それをオーナーは「二刀流」と称する巧みに操る華麗なスプーンさばきにはオーナーも一目置いている。対決ごとにオーナーに自分の技術を真似られるが、次の勝負でさらに一歩上の技を披露する。また「サービス」と称して警告や情報提供、さらには作戦にも同行するが、登場時には手品を披露することが多い。

## カイの一味
テレビシリーズにおける敵。下記以外のイマジンについては放映リストを参照。
カイ
- 演 - 石黒英雄

イマジンが存在する未来から来た彼らの首領的存在。自身も特異点で、ゆえにイマジンたちのいる未来で唯一実体を持つ。3,000以上の精神体イマジンと自ら契約したイマジンを傍らに従える。ストールを肩に羽織っていることが多い。
基本的に穏やかな笑顔を浮かべているが、それとは裏腹にイマジンのことは使い捨ての駒程度にしか見ていないなど、冷徹なまでの残酷さを秘めた心を持つ。「俺、そういう顔してるだろ？」と笑顔を見せながら怒りを表現するなど、表向きの表情と感情がシンクロしていない。実体こそ持つが、イマジン同様に過去がないため物忘れがひどく、他者を「アレ」と称する特徴的な口調で喋る。
時間＝記憶にある程度介入する能力を持ち、携行する黒い日めくりカレンダー手帳のページの日付をなぞることで、自らの過去の扉を自由自在に開くことが可能。しかし、自分の過去の扉を開くには負担がかかるためか、現代人にイマジンを憑かせることが多い。また、望みを叶えて過去をイメージさせなくとも他人の過去の扉をこじ開けてその過去を覗いたり、無期限有効なものや存在するはずのない時間（8888年88月88日など）に設定されたライダーチケットを捏造すること、衝撃波を流出して時間を破壊できる巨大な空間の裂け目を空に作ることなどもできる。身体能力は常人より高く、人間の精神を支配する能力もリュウタロスを上回る。また、殴られたイマジンが砂と化す描写も見られる。
その目的は時の運行から外れているために消滅状態になっている自分の未来を手に入れることである。未来への分岐点を掌握し、未来をイマジンの時間に改変しようと、分岐点の鍵と目される桜井侑斗の抹殺を企てる。しかし戦いの中で良太郎の記憶を探ったことから愛理が真の分岐点であることを知り、全ての精神体イマジンと契約して実体化させ、総攻撃に乗り出す。その後、愛理がハナの記憶を失っていたことでヤケを起こし、時間全てを破壊しようと目論むも良太郎たちに阻まれる。デスイマジンが倒されたことで時の流れの変更に失敗したことが決定的になると、他のイマジン共々砂と化して消滅した。
書籍『THE仮面ライダーEX』ではカイを「イマジンが存在する時間における野上愛理の子供」としている。

### 主要イマジン
複数のエピソードや作品に登場したものを、最初の個体が登場した順に挙げる。

バットイマジン
- 声 - 梁田清之

良太郎に絡んだ不良グループの一人・テツオの『卑怯なコウモリ』のコウモリのイメージから実体化したイマジン。
武器は剣で、腕から衝撃波を放つ。
テツオがなくした亡くなった母親との思い出の品である「母親の形見のキーホルダーを取り返したい」という契約を果たすために、キーホルダーを所持する人間を高空から突き落として殺害し、キーホルダーを奪って彼のもとへ差し出し続けた。
特異点である良太郎を厄介者として排除しようとするが、電王 ソードフォームと交戦することになり、イマジンでありながら人間に協力して戦うモモタロスに呆れていた。一度は電王に敗れるも生き延び、ハナが拾っていたキーホルダーを、良太郎がテツオに返したことで契約を完了し、2004年12月24日へ跳ぶ。そこで電王 ソードフォームと再度交戦し、エクストリームスラッシュ（俺の必殺技パート2）によって倒される。ギガンテスヘブンとなり暴走するも、デンライナーにより撃破された。
『ディケイド』第1話では、崩壊する世界に現れ、ディケイド響鬼と戦う。
『スーパーヒーロー大戦』では、大ショッカーの怪人軍団の怪人として登場。

ウルフイマジン
- 声 - 檜山修之

良太郎の高校時代の同級生・沢田由香の『赤ずきん』のオオカミのイメージから実体化したイマジン。
武器は半月刀と、それから飛ばす当たった対象を砂化させる赤い光波。性格は残忍で粗暴だが、飛んだ先の過去で自分への指示がないため狼狽するなど、間抜けな面も目立つ。
「高校時代の懐かしい思い出に浸りたい」という沢田との契約を、彼女の母校の生徒やテニス部員を襲って、思い出に繋がる品を盗み取って彼女の周囲に散らばらせることで完了して2004年4月7日へ飛んだものの、桜井を取り逃がしたためにカイの指示が聞こえなくなり、ヤケを起こして過去で暴れていたが、やってきた電王に翻弄され、最期は電王 ソードフォームのエクストリームスラッシュ（俺の必殺技パート5）によって倒された。
- テレビシリーズで登場したのは第17話と第18話だけだが、その後バンダイから発売された「PPP（プロッププラスプチ） 仮面ライダー電王」ではメインの6体イマジンと共にフィギュア化されたり、『イマジンあにめ2』では主役の回があるなど、メディアミックス展開に加わることが多い。
- 後にスーツは同じくテレビシリーズに登場したデスイマジンに改造された。

トータスイマジン
- 声 - 落合弘治

上司の飯島課長を恨む製薬会社の営業マン・田中の『ウサギとカメ』のウサギとカメのイメージから実体化したイマジン。
口腔から小亀型の弾丸を発射するほか、ウサギのような耳を付けた「分離体」を出現させての連係攻撃を行う。
「上司を痛い目に遭わせたい」という望みの通り飯島を襲って契約を実行するも、そもそも契約自体が寝ぼけていた田中の寝言だったため契約を完了しても過去の扉が開かなかった。それに苛立って田中も痛めつけて病院送りにし、飯島と同じ病室になった際に田中がようやく契約のことを思い出したため、何とか過去へ飛ぶことに成功する。
2006年11月29日で電王 ロッドフォームやゼロノスと2対2の戦闘になり、各個撃破された後にギガンデス化、本体がヘブン、分離体がヘルになるがゼロライナーに撃破された。
- 白倉伸一郎プロデューサーからの「ウラタロスとも違いなおかつ小改造でウサギのイマジンも」というリクエストによりデザインされた。特筆すべきはその着ぐるみの改造で、トータスイマジン→耳を付けてトータスイマジン分離体→白と黒で塗り直した上に耳に毛を生やしてラビットイマジン（第31話、声 - 髙階俊嗣）→甲羅を毛に置き換えてパンダラビットイマジン（第39話、声 - 落合弘治、現場改造で韮沢はノータッチ）→黒い部分をピンクに塗ってピンクラビットイマジン（『クライマックス刑事』）と、「亀からちゃんと兎になった」という遍歴をたどっている。

スコーピオンイマジン
- 声 - 神奈延年

誘拐犯の増田明男が思い描く『バッタをとる子供とサソリ』のサソリのイメージから実体化したイマジン。
戦斧と左腕の鋏が武器。鋏の先からは矢じり型の光弾を発射する他、地面に突き刺して地割れを引き起こす。
手のかかることが嫌いな極度の面倒臭がり屋だが、受け持った契約はイマジンにしては珍しくまともに遂行し、「鷹山の家から金を毟り取りたい」という願いのために鷹山栞を狙う。
家を襲って栞を連れ出したところを電王 ソードフォームと戦闘になるが栞が巻き添えになりそうになったので一時中断。怪我をした栞の退院後に再び行動に移るが、間一髪で電王 ウイングフォームに阻まれる。しかしジークが消滅しかかっていたので誘拐には成功し、2002年2月22日に跳ぶ。破壊活動を開始するが現れた電王 ロッドフォームと戦闘になり､リーチの差で不利な状況に追い込まれ、最期は電王 アックスフォームのダイナミックチョップで倒された。
『ディケイド』第26話、第27話では大ショッカー大幹部のガイの護衛として登場し、「RXの世界」にシームーンファンガイアと共に、怪魔ロボット･シュバリアンと戦闘していたRXに襲い掛かる。ロボライダーのボルティックシューターを物ともしない強豪だが、ディケイドアギトにシームーンファンガイアを倒されると一時撤退する。その後はマンティスファンガイアと組んで再び士らの前に現れる。同盟を断ったクライシス帝国の部隊と戦闘に入り、そこに現れたディケイドを倒そうとするがバイオライダーの妨害によって、「BLACKの世界」に逃がしてしまう。クライシス帝国の同盟が成立するとシュバリアンと共にディケイドの追撃を開始する。マンティスファンガイアと共にBLACKを追い込むがディケイドファイズ アクセルフォームの攻撃を受けて2体とも倒された。
『レッツゴー仮面ライダー』ではショッカーの怪人連合の怪人として登場。ドラスと共に仮面ライダーZOと戦った。
- 武器の戦斧はティターンの斧の色替え。

スパイダーイマジン
- 声 - 鈴木千尋（テレビシリーズ）、笹沼尭羅（『EPISODE YELLOW』）

日本伝記『土蜘蛛草子』からクモのイメージで実体化したイマジン。
テレビシリーズに登場したのは病弱な妹・真由を持つ青木雅史と契約した分離するタイプのイマジンで目の色で違いがある。共通点として口から毒針を吐く。赤目の本体（弟）は手首から粘着性がある糸を、緑目の分離体（兄）は腕先からの偏向自在の破壊光弾を武器にしている。
『妹に星空を見せたい』という願いを叶えるために真由を連れ出そうとしていた弟がゼロノス ベガフォームのスプレンデッドエンドに倒されるが、分離体の兄が街の高圧線を破壊し、電気の光を奪ったことで暗闇で夜空に星が見えるようになり、契約を完了させ、2001年11月18日に跳び、電王 ガンフォームと銃撃戦になり、牙王戦の準備を急いでいたゼロノス アルタイルフォームの介入でリュウタロスがやる気をなくしたのでソードフォームにチェンジ、「エクストリームスラッシュ（俺の必殺技パート5）」で倒される。公式サイトのストーリー紹介第26話ではスコーピオンイマジンと誤って表記されている。
『EPISODE YELLOW』では別個体が登場。海東大樹と「野上良太郎に会いたい」と契約して彼に憑依したが、モモタロスが臭いを嗅ぎつけたことで発見され、契約完了して飛んだ先の2008年11月22日で電王に倒された。この時登場した個体の目の色は赤である。
『ディケイド』第1話にも登場しており、荒廃した世界に迷い込んだ夏海に契約を求めた。
- 黒と赤という色や、マントなど『仮面ライダー』の蜘蛛男からのイメージとなっている。マントのイメージは蜘蛛の巣を被ったらというもので、スパイダーマンとの重複を避けるようにしていたが、蜘蛛の巣状の模様を入れると似てしまう部分があるという。

アントホッパーイマジン
- 声 - 鳥海浩輔（アリ）、関智一（キリギリス）

愛理に片思いをしていた藤代裕也が思い描くイソップ寓話『アリとキリギリス』からアリとキリギリスのイメージで実体化した同体2種のイマジン。
アリの方は冷酷で残忍な性格であり、スコップ型の剣アントスコップを使用し、キリギリスの方はハイテンションな性格で「やっちゃうよ!」「〜だってば（よ）!」が口癖で、こちらはヴィオラ型の剣ホッパービオラを使用し、高いバイクの操縦技術を持つ。
過去の破壊ではなく、最初から電王を狙った刺客のため、過去に跳ばずに現代でのみ戦った。ただし、契約なしでは実体化できないため、『野上愛理を連れてくる』という契約を交わし、電王をおびき寄せて仕留める目的も兼ねて実行している。
強力なコンビネーションで電王 ガンフォームを倒すほどの実力者でもある。再戦でもデネブを破り、2対1で電王を追い詰めるがゼロノス アルタイルフォームの加勢とリュウタロスが復帰し、電王がクライマックスフォームになったことで形勢逆転。分断されてアリはゼロノスのグランドストライク、キリギリスは電王のボイスターズスラッシュで倒された。
『クライマックス刑事』では、デンライナー署にあったイマジンの指名手配書には誘拐未遂として載っていた。
『バトルDVD』では1体のみ登場しており、『EPISODE RED』ではオーナーがイマジンの行動を説明する時の回想に登場。どちらもアリの個体が登場している。
- デザインは1体分のみ描かれた。韮沢によれば、デザインしたときは二重人格のキャラクターでベルトの模様が回転するとアリとキリギリスの性格（と声）が入れ替わるというのを提案していたが、実際の作中では別々の二体ということになっていた。後にスーツは『さらば電王』に登場したシャドウイマジンに改造された。

モールイマジン
『親指姫サンブリーナ』のモグラのイメージから実体化したイマジン。
他のイマジンと異なり、無機質なロボットのような外見をしている。敵イマジンの代表格で、最も登場回数が多く、主に幹部怪人の取り巻きや組織の戦闘員的な役割として登場する。
テレビ版の個体は「〜だよ」が口癖。必ず3体以上が行動を共にしている。
モールイマジン
- 声 - 笹沼晃（ドリルハンド）、坂口候一（クローハンド）、桐井大介（アックスハンド）

第35話・第36話に登場。
一般人の山口と契約した「道場の連中と勝負して勝つ」という他のイマジンと比べると大したことの無い契約を完了し2006年11月22日に跳んだが（契約の実行はカラオケ大会ではなく、暴力による実力行使だった）、その理由が最初から電王を標的にした罠だったことが明かされる。
全身を回転させて旋風となって周囲を破壊したり、口腔からドリルを射出する。連携攻撃でゼロノスと互角以上に戦う上に、電王が戦闘中に未来との繋がりが薄くなったためにプラットフォームになったことで優勢だったが、ゼロノス アルタイルフォームが1体の撃破に成功し、モモタロスらが考案していたデンカメンソードにより、良太郎単独でのライナーフォームへの変身を果たしたことで形勢が逆転し、残り2体もライナーフォームの電車斬りで倒された。
『さらば電王』では死郎配下として登場。
- コートに書かれた番号「MOLE53250」は『サンダーバード』のジェットモグラの機体番号へのオマージュ。

モールイマジン（ブラック）
- 声 - 笹沼晃、桐井大介

度重なる敗北に業を煮やしたカイが残りの精神体を集結させ、これまでの別個体と共に実体化した黒い服の軍団。
『さらば電王』では、死郎の配下として登場。『ディケイド』ではアリゲーターイマジン配下やアポロガイスト配下として、『オールライダー対大ショッカー』に怪人軍団の怪人として登場。
個々の能力に警戒すべき点はないものの、ほとんどの場合は同種以外のイマジンとも連携する上に大元（契約者や指揮官）を倒さなければ際限なく現れる。
- 資料によっては名称をNEWモールイマジンと記載している。こちらのコートに書かれた番号は「MOLE56156」となっている。

モールイマジン1・2・3
赤のクローハンドとブラックのアックスハンド、新種の黒い煤のような汚れの付いたドリルハンドの黄色い服を着た個体の3人組。
オーズに倒されかけのところをナオキに憑りつき、1971年11月11日に飛んだが、駆け付けたNEW電王の「カウンタースラッシュ（カウント20秒）」で3体共倒された。
左腕のアタッチメント
モールイマジンの左腕はアタッチメントが異なる数種類が存在し、「アックス」「クロー」「ドリル」「クロス」「ヒポ」の5種類が登場。

レオイマジン
- 声 - 山路和弘

イソップ寓話『金のライオンを見つけた男』のライオンのイメージで実体化した。カイの側近を務めるイマジン。
レオソルジャー（後述）と呼ばれる配下を3体従えている。無類の頑丈な皮膚を備え、モーニングスターレオロッドと右腕の鉤爪デッドライオンクローを武器に使う。カイに対しては敵意を向ける良太郎らに殺意で返すなど比較的従順。電王との交戦を望みカイの体を用いて2006年1月19日に飛び戦闘を開始、最後は電王 ライナーフォームのデンカメンショットで倒される。
- 後にスーツはアルビノレオイマジンに改造された。

スネールイマジン
- 声 - 入江崇史（男）、葛城七穂（女）

カイの思い描くアンデルゼン童話『カタツムリのバラの茂み』のカタツムリのイメージで実体化した。同体2種のイマジンだが、雄と雌に分かれている。
いずれも残虐な性格で、男の方は、ハンドガンを武器に持ち、女の方は、電撃を自在に放つ鞭を武器に持つ。ゼロノス抹殺が使命で、人の記憶の改変を試みることで、女は第39話で過去（1993年3月27日）の侑斗を、男は第40話で現代（1999年2月1日）の桜井を襲い、女は電王 ライナーフォームの電車斬り、男は新たにゼロフォームに変身を遂げたゼロノスのバスターノヴァに敗れた。
女の方は侑斗の高校時代の天文学部の顧問の過去の扉を使い飛んでいた。
- 武器のムチはカメレオンイマジンのムチをオレンジに塗ったもの。後にスーツは『さらば電王』に登場したファントムイマジンに改造された。

オクトイマジン
- 声 - 津田健次郎

過去に重度の病気を患っていた葉月翔子が思い描く『タコとしゃれこうべ』のタコのイメージで実体化したイマジン。
体中にある触手が武器であり、触手を伸ばして敵に巻きつけたり、千切れた触手の一部を無機物に融合させることで、対象を遠隔操作できる。また、逃亡用に煙幕を張るための墨入り爆弾オクトボールを所有する。
なかなか願いを言わない翔子に困惑していたが、彼女が街の公園で出会ったD侑斗に恋心を抱き、浮かれていたところで「二人で思い出を作りたい」という願いを何とか聞きだす。
侑斗を彼女の下に連れ出そうと襲うが電王 ソードフォームに妨害される。本人の戦闘能力はそれほど高くないがデンバードを操作して痛み分けで済ませた。二戦目は電王 ロッドフォームと戦闘になって触手でデンガッシャーを奪い、作業用トラックを操作して翻弄し再び逃亡。
契約を完了して2006年11月15日に跳び、ゼロノス ゼロフォームと戦闘になる。触手の力でゼロガッシャーを奪うが遅れて駆けつけた電王 ライナーフォームと2対1になり、電車斬りとバスターノヴァの同時攻撃で倒される。
本体から分離した触手は時の運行のレールに憑依し、7体の龍の首のような姿に変貌する。ギガンデスを凌ぐ戦闘力でデンライナーゴウカとゼロライナーを圧倒するが、救援に駆けつけたキングライナーやイスルギ、レッコウ、イカヅチと連結、一斉射撃で破壊された。
『レッツゴー仮面ライダー』ではショッカーの怪人連合の怪人として登場。国連会議ではイマジンの代表者で大使として登場したアルビノレオイマジンに付き添っていた。

アルビノレオイマジン
- 声 - 黒田崇矢

イソップ寓話『金のライオンを見つけた男』のライオンのイメージで実体化した。カイの側近を務めるイマジン。
前述のレオイマジンに酷似しているが、鎧や目の色が変わり、武器もレオイマジンが使用していたモーニングスターを使用しておらず、右腕の鉤爪と口から放つ火炎弾、手から放たれる衝撃波のみとなった。電王 ライナーフォームとゼロノス ゼロフォームを同時に相手にしても圧倒するといった高い戦闘力を持つ。
主であるカイに対して「お前」呼ばわりするなど、彼に対しては対等の立場で話す。最期は救援に駆けつけたゼロノス アルタイルフォーム（現代の桜井）とゼロフォームの連携に動きを封じられ、電王 ライナーフォームのデンカメンスラッシュで倒される。
『さらば電王』では死郎配下として、『オールライダー対大ショッカー』では怪人軍団の怪人として複数体登場する。前者にはNEWモールイマジンのクロスハンドや紫色の身体をした個体、後者ではレオイマジンのモーニングスター（色をアルビノに合わせてリペイント）を使用する個体が登場する。終盤ではガラガランダとイカデビルと共にオールライダーと戦った。
『レッツゴー仮面ライダー』ではモーニングスターの使い手がショッカーと結託した組織・種族より集まった国連会議に参加するイマジンの代表者で大使として登場。暗黒結社ゴルゴムの代表者として登場した大神官ダロムとクライシス帝国大使として登場したジャーク将軍の人類滅亡が目的のための提案に頷いて賛同している。処刑広場での戦闘では支配下に置かれた1号、2号のダブルライダーとショッカーの怪人連合を倒すべく、人間たちが反旗を翻した際には、モモタケンを携えたNEW電王にジャーク将軍と共に交戦した。

レオソルジャー
- 声 - 塩野勝美

レオイマジンの配下のイマジン。雑兵に相当する。アルビノレオイマジンの配下としても登場。3体で部隊を組んでの集団行動をし、それぞれハンマーやスパナなど工具を模した武器を使用する。
レオイマジンの配下は3体登場。レオイマジンの指令に従う。モモタロス、ウラタロス、キンタロスの生身の必殺技で倒された。
アルビノレオイマジンの配下はカイの護衛から離れなかったので電王とは戦っておらず、ゼロノス（現代の桜井）と度々戦闘していた。三体が武器を同時に振ると稲妻状の光線を放つ。
『仮面ライダーオーズ/OOO』第28話（仮面ライダーシリーズ通算1,000回記念話）では、元ショッカー戦闘員・千堂院の欲望から生み出された戦闘員軍団の戦闘員として登場。正体はヤミー（『オーズ』の怪人）。武器はスティック。
- スーツは『仮面ライダーカブト』のゼクトルーパーの改造。

デスイマジン
- 声 - 家中宏

カイが思い描く『死神使い』の死神のイメージが実体化したカイ直属のイマジン。
戦闘前に「今日〇〇（対戦相手の名前）が死ぬ」と死の宣告を告げたり、主人であるカイと同じく「潰す」という言葉をよく用いる。
長い柄の両端にそれぞれ逆方向に向いた大きな刃を備える死神鎌（デスサイズ）を武器とする。鎌の一振りでビルに巨大な亀裂が入るほどの暴風を放ち、その絶大な力を見たデネブも驚愕した。また、念動力によって敵を金縛りにする能力を持つ。その戦闘力は、デネビックバスターが使えない状況だったとはいえゼロノス ゼロフォームを圧倒するほどに高い。
最終決戦では、キンタロス⇒ウラタロス⇒リュウタロス⇒ジーク⇒ゼロノス ベガフォームらの連携攻撃を経由したことで仲間全員分のエネルギーを乗せた、電王 ソードフォームの必殺技エクストリームスラッシュ（俺の必殺技・ファイナルバージョン）を受けて倒された。
- スーツはウルフイマジンの改造。